# Юрино (Кашинский район)
Юрино — деревня в Кашинском районе Тверской области . Входит в состав муниципального образования сельское поселение Пестриковское.

## География
Находится на реке Кашинка, в 14 км северней Кашина.  В 2-х км восточней проходит автодорога Кашин — Бежецк.

## История
Кашинсая переписная книга упоминает Юрино как владение П. Ф. Плещеева, служившего стряпчим. В 18 веке деревня принадлежала чете Арсеньевых — Дмитрию Васильевичу и Прасковье Андреевне. Затем деревню купила Салтыкова Ольга Михайловна. Жители занимались в основном сельским хозяйством и сапожным ремеслом.
Деревня входила в Ванчуговскую волость Кашинского уезда.

## Население
| 2010 |
| ---- |
| 74   |

### Историческая численность населения
- в 1781 году состояла из 4 дворов с 28 жителями.
- в 1851 году деревня состояла из 14 дворов с 108 жителями.
- в 1859 году из 13 дворов, в которых проживало 93 жителя.
- в 1888 году проживало 343 человека.

## Известные уроженцы, жители
Виктор Христианович Фраучи (22 апреля 1902 года в селе Юрино Кашинского уезда Тверской губернии — 11 мая 1986 года Казань, ТатАССР, РСФСР, СССР) — советский врач.

## Инфраструктура
Личное подсобное хозяйство.
Основа экономики — сельское хозяйство.

## Транспорт
Деревня доступна по просёлочным дорогам. В пешей доступности, примерно в 4 км железнодорожная платформа 220 километр.